# Dominick and Eugene
Dominick and Eugene es una película dramática estadounidense 1988 acerca de dos hermanos gemelos, de un ser menor. Dominick tiene una discapacidad intelectual debido a un accidente en su juventud. La película fue dirigida por Robert M. Young, y protagonizada por Ray Liotta, Tom Hulce y Jamie Lee Curtis.

## Reparto
| Actor            | Personaje        |
| ---------------- | ---------------- |
| Tom Hulce        | Dominick Luciano |
| Ray Liotta       | Eugene Luciano   |
| Jamie Lee Curtis | Jennifer Reston  |
| Todd Graff       | Larry Higgins    |
| Bill Cobbs       | Jesse Johnson    |
| David Strathairn | Martin Chernak   |
| Bingo O'Malley   | Abe              |

## Recepción
La película recibió críticas positivas y actualmente mantiene una calificación de 100% en los Rotten Tomatoes basado en 9 opiniones. Hulce recibió una nominación al Globo de Oro por su actuación (Mejor Actor - Drama Cine).